# RAI Mux 4
RAI Mux 4 — четвёртый мультиплекс наземного цифрового телерадиовещания Италии, созданный акционерным обществом Rai Way — дочерним предприятием телерадиокомпании RAI. Доступен на всей территории Италии: в его диапазоне работают 355 передатчиков. Вещает на 41-й частоте VHF в 5 поддиапазоне в Сардинии и на 40-й частоте UHF в 5 поддиапазоне.

## Телеканалы
| Номер | Канал          | Примечание |
| ----- | -------------- | ---------- |
| 57    | Rai Sport + HD | FTA, HDTV  |
| 502   | Rai 2 HD       | FTA, HDTV  |
| 503   | Rai 3 HD       | FTA, HDTV  |